# Клер Бове
Клер Бове (фр. Claire Bové, нар. 3 червня 1998) — французька веслувальниця, срібна призерка Олімпійських ігор 2020 року.

## Виступи на Олімпіадах
| Олімпіада  | Дисципліна               | Місце |
| ---------- | ------------------------ | ----- |
| Токіо 2020 | парні двійки, легка вага | 2     |
| Париж 2024 | парні двійки, легка вага | 7     |

## Зовнішні посилання
- Клер Бове на сайті World Rowing (англійська)
- Клер Бове на сайті Olympedia (англійська)